# Pontificio collegio greco di Sant'Atanasio

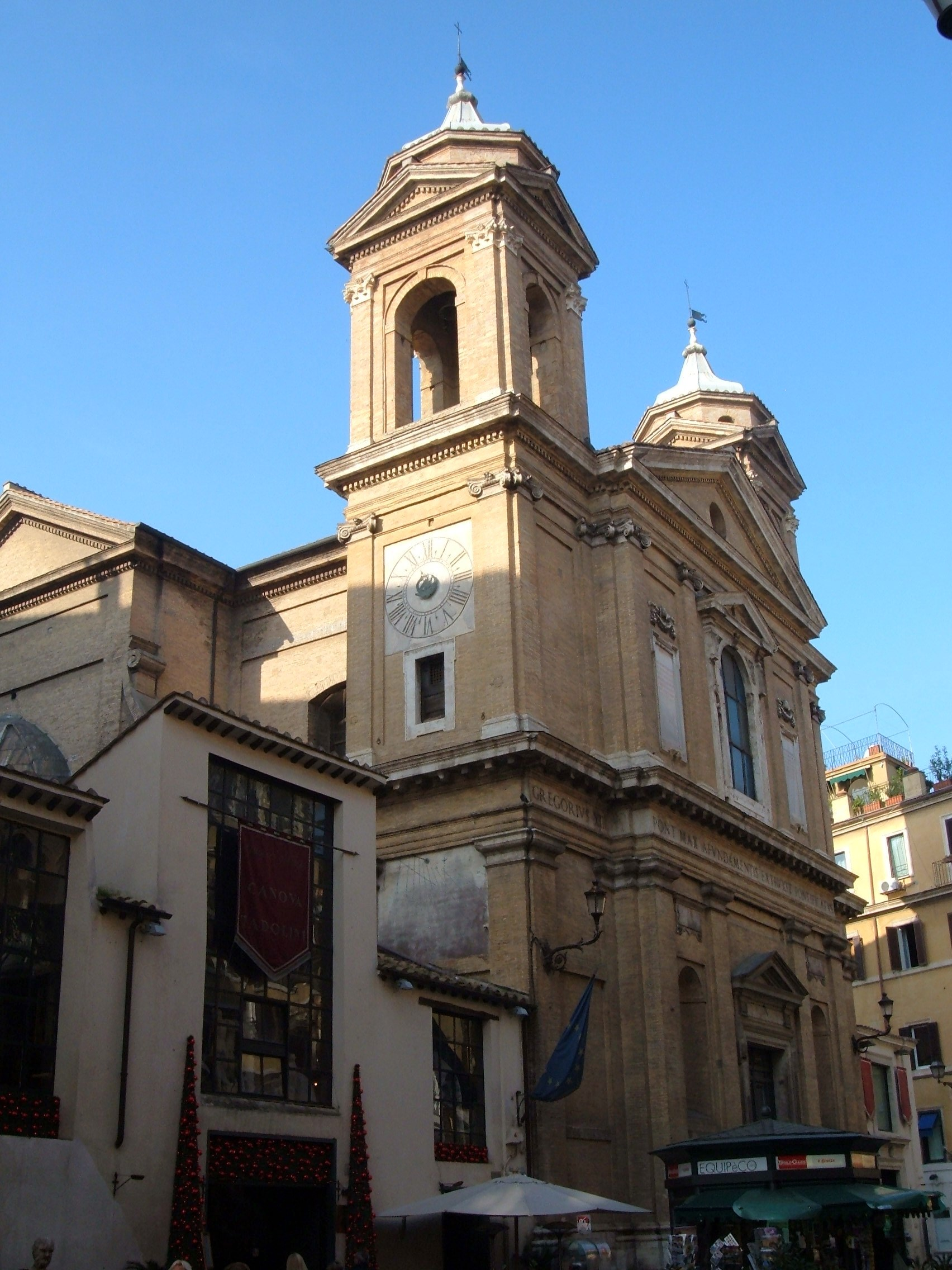
La chiesa di Sant'Atanasio a Roma, che ospita l'attuale sede del collegio.

Il Pontificio collegio greco di Sant'Atanasio (in latino Iuris Pontificii Collegium ritus Graecae Sancti Athanasii; in greco antico: Βυζαντινό Κολλέγιο Αγίου Αθανασίου?) è un collegio pontificio a Roma che osserva il rito bizantino, con lo scopo di formare sacerdoti secondo il proprio rito.
Venne fondato nel 1577 da papa Gregorio XIII come collegio e seminario per la formazione dei sacerdoti e seminaristi della minoranza religiosa albanese dell'Italia meridionale (arbëreshët), che professa il rito greco-bizantino e da tempo chiedeva al papa una propria istituzione che rispettasse i propri riti. Successivamente e più recentemente si affiancarono ad essi seminaristi originari del Levante e qualunque luogo d'Europa o del Mediterraneo dove fosse diffuso il rito bizantino: arabi melchiti, ungheresi, slovacchi, albanesi d'Albania, greci, rumeni, bulgari, bielorussi, cechi, etc; nei secoli scorsi, prima dell'erezione di collegi autonomi, anche studenti ucraini e ruteni. Ha ospitato anche rappresentanti del mondo Ortodosso. Il suo santo patrono è Sant'Atanasio. La chiesa collegiale è la chiesa di Sant'Atanasio, chiesa titolare della comunità di rito greco-bizantino a Roma e cappellania per gli italo-albanesi residenti nella capitale e in tutto il Lazio.
Il collegio ha sede in via del Babuino 149.
Il pro-rettore è Maciej Pawlik O.S.B., il pro-rettore aggiunto Giovanni Xanthakis.

## Storia

### Fondazione
La sua fondazione risale al cardinale Giulio Antonio Santorio; questi, come protettore dei monaci basiliani, istituì una congregazione riformata per il rito greco-bizantino nel 1573, da cui sviluppò l'idea di un seminario per la formazione dei seminaristi di rito orientale provenienti dalle colonie albanesi del sud Italia, praticanti il rito bizantino. 
La seconda metà del XVI secolo, infatti, vede sorgere in Roma i primi collegi pontifici per il clero. Dopo il Collegio Romano (1551) e quello Germanico (1552), papa Gregorio XIII fonda e approva con bolla del 13 gennaio 1576 il Collegio Greco "pro Graecis ritus" destinato ad accogliere ed istruire il clero delle comunità albanesi d'Italia di rito orientale che, dopo la conquista dal XV sec. dei territori loro dei Balcani e della Morea da parte degli ottomani, dovettero migrare esuli nel sud Italia. I sacerdoti che istruiva erano anche destinati, attraverso le missioni di Propaganda Fide, ad opporsi all'espansione turca nelle ex terre bizantine della Penisola balcanica e impedire altresì l'eventuale diffusione della riforma protestante, quanto ad aiutare a riportare le Chiese orientali in comunione con Roma.
Tra il 1576 e il 1577 il collegio fu ospitato da diverse case in via di Ripetta a Roma, finché nel 1577 trovò una dimora permanente in un complesso di nuove costruzioni sull'allora strada Paolina che in quegli anni stava assumendo il nome attuale di Via del Babuino da una statua romana raffigurante un sileno. 

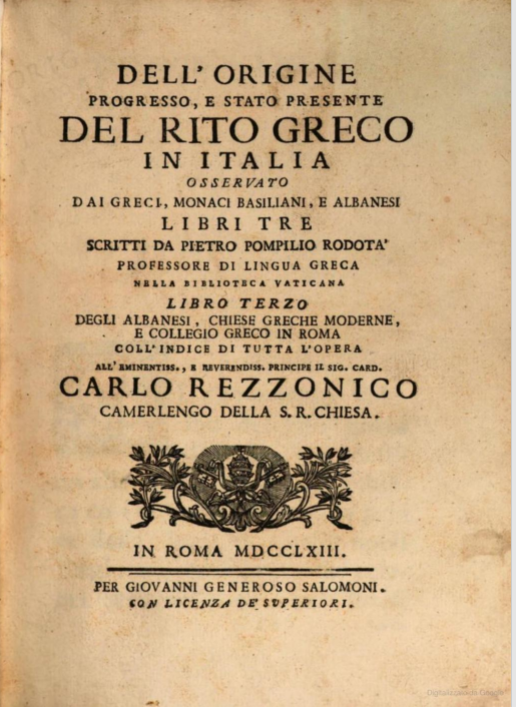
Pietro Pompilio Rodotà, Dell'origine progresso e stato presente del rito greco in Italia, Roma 1763.

### Storia successiva
Il collegio venne gestito direttamente dalla Curia romana durante la riorganizzazione decisa da papa Sisto V. Dal 1591 al 1604 fu affidato dai domenicani, poi dai gesuiti e quindi dal 1773 dalla Sacra Congregazione de Propaganda Fide. 
Dal 1803 al 1845 fu chiuso e non vi fu alcun insegnante interno al collegio, perché suoi studenti frequentavano le lezioni del Pontificio Ateneo Urbano. Nel 1886 il collegio riaprì sotto la direzione della Congregazione della Resurrezione di Nostro Signore Gesù Cristo, prima di tornare ai gesuiti nel 1890 e ai benedettini confederati nel 1897. Nel 1919 il Collegio fu affidato alla congregazione dell'ordine benedettino belga e dal 1956 ai Benedettini di Chevetogne.
Per molti anni i seminaristi del Collegio osservarono il rito bizantino e rigettarono il rito latino, portando a continue divergenze con i seminaristi che usavano il rito latino. La disputa fu risolta da papa Leone XIII, che citando il documento Allatae Sunt del 1755 di papa Benedetto XIV afferiva alla validità di entrambi i riti. Egli sottolineò che la chiesa di Sant'Atanasio ha quattro altari latini e quindi entrambi i riti potevano essere praticati su un piano di parità.
Destinato ad accogliere ed istruire il clero delle storiche comunità albanesi d'Italia di rito orientale, formanti la Chiesa cattolica italo-albanese, a questi si sono aggiunti più recentemente studenti dalle eparchie della Chiesa cattolica greco-melchita (Siria, Libano, Israele, Palestina, Giordania, Iraq, Egitto e comunità mediorientali nel mondo), Chiesa greco-cattolica di Grecia (Grecia), Chiesa greco-cattolica albanese (Albania), Chiesa greco-cattolica bulgara (Bulgaria), Chiesa greco-cattolica macedone (Macedonia del Nord), Chiesa greco-cattolica rumena (Romania), Chiesa greco-cattolica slovacca (Slovacchia e Canada), Chiesa greco-cattolica ungherese (Ungheria), Chiesa greco-cattolica bielorussa (Bielorussia), Chiesa bizantina cattolica di Croazia e Serbia (Croazia e Serbia), Chiesa greco-cattolica russa (Russia), Chiesa greco-cattolica ucraina (Ucraina e comunità ucraine in Polonia, Stati Uniti, Canada e nel mondo), Chiesa greco-cattolica rutena (Ucraina, Repubblica Ceca, e Stati Uniti).

## Patrimonio artistico
La facciata attuale del Collegio risale al rinnovamento dell'edificio ad opera di Clemente XIII nel 1769, come ricorda la lapide sulla facciata. 
La collezione di arte religiosa del collegio comprende opere di Francesco Traballesi.